# Karin Stenberg

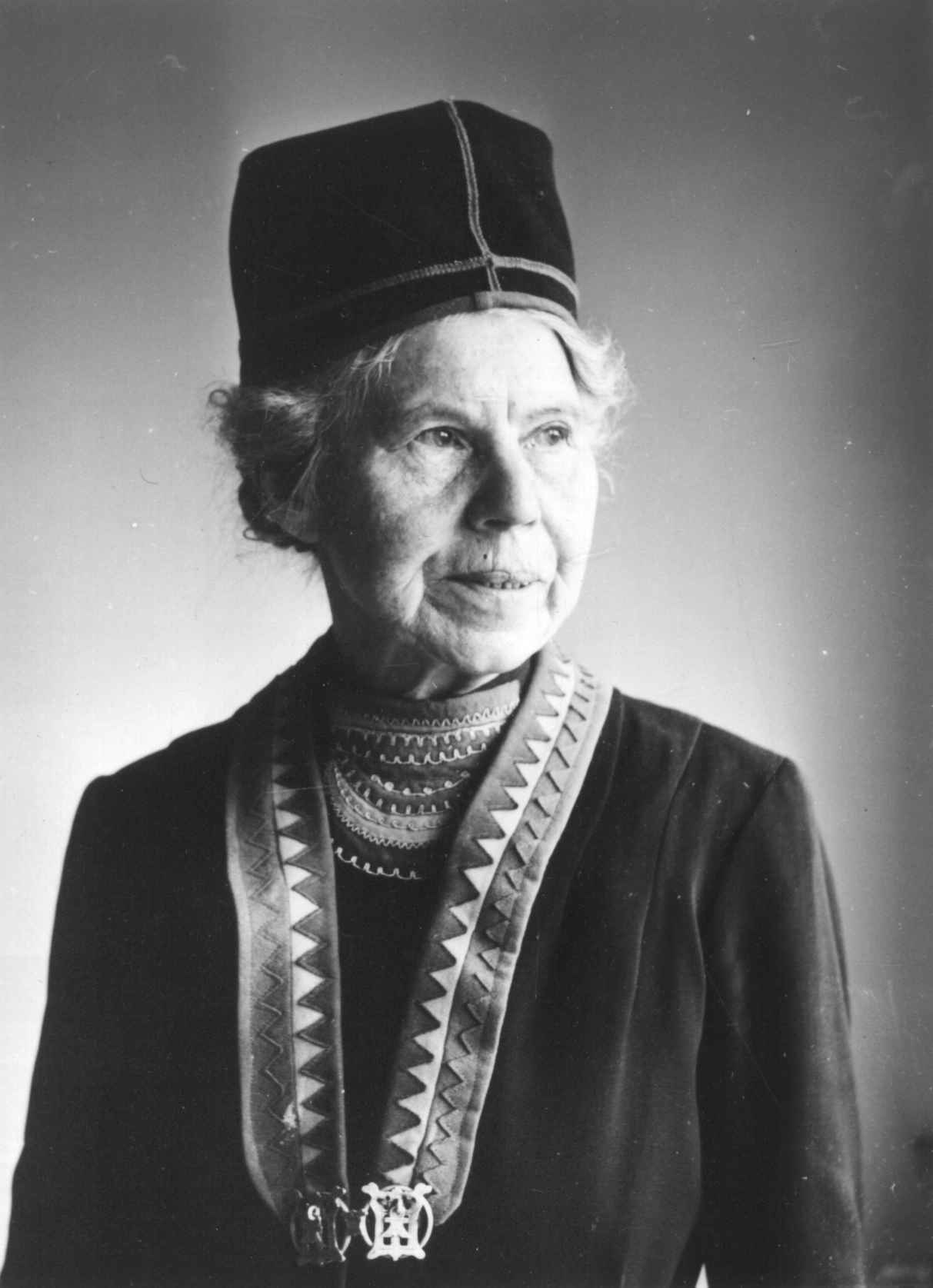
Karin Stenberg (1962)

Maria Katrina Stenberg (genannt Karin Stenberg) (* 1. Mai 1884 in Arvidsjaur; † 23. März 1969 ebenda) war eine samische Aktivistin und Pionierin der samischen Politik in Schweden. Gemeinsam mit Elsa Laula Renberg gilt sie als die erste samische Autorin.

## Leben und Werk
Karin Stenberg wurde 1884 als Tochter der Rentierhalter Maria Mattsdotter Stenberg (geboren 1851) und Jon Nilsson Stenberg (geboren 1845) im Weiler Araksuolo im Västra Kikkejaure lappby  geboren. Sie studierte an einem Lehrerseminar in Mattisudden und schloss ihr Studium im Jahre 1904 ab. Danach arbeitete sie während ihres gesamten Berufslebens als Lehrerin in Arvidsjaur.
Parallel zu ihrem Beruf engagierte sich Karin Stenberg für die samische Gemeinschaft, insbesondere für die Waldsamen. 1905 nahm sie am sogenannten Samernas första folkbildningskurs („erster Volksbildungskurs der Samen“) und den damit verbundenen Treffen, unter anderem mit Carl und Anna Lindhagen, teil. Dieser Winterkurs wurde in der Schule Norra Real in Stockholm von dem Studienverbund Nykterhetsrörelsens bildningsverksamhet (NBV) abgehalten. Im Jahre 1916 war sie Mitbegründerin der Samischen Vereinigung in Arvidsjaur, vielleicht die erste ihrer Art in der Region Norrbotten. Zu Weihnachten 1919 gewann sie zusammen mit mehreren anderen Vertretern der entstehenden samischen Organisationsbewegung den an samischer Politik interessierten Abgeordneten Carl Lindhagen für sich.
1920 erschien das politische Pamphlet Dat läh mijen situd! (deutsch „Dies ist unser Wille!“) mit dem schwedischen Untertitel En vädjan till den svenska nationen från samefolket („Ein Appell an die schwedische Nation vom samischen Volk“). Auch wenn der Gelehrte Valdemar Lindholm im Impressum als Autor erscheint, belegt das Vorwort die entscheidende Rolle Karin Stenbergs: „Dieses Buch ist auf meine eigene Initiative und die einiger anderer Arvidsjaur-Samen entstanden. Ich, Karin Stenberg, habe Herrn Lindholm den Anstoß für diese Arbeit gegeben, und ich persönlich übernehme die Verantwortung für die in diesem Buch zum Ausdruck gebrachten Aussagen und Ansichten…“ Die Absicht hinter der Veröffentlichung war, das Lapp-Komitee von 1919 zu beeinflussen, das die Rechte der Samen und die Bedingungen der Rentierhaltung untersuchen sollte.
In den 1930er Jahren leitete Karin Stenberg die Arbeiten zur Rettung und Erhaltung des samischen Kirchendorfes (schwedisch Lappstaden) in Arvidsjaur, das von Modernisierungsmaßnahmen der Regierung bedroht war. Lappstaden konnte gerettet werden und steht heute unter Denkmalschutz.
Gemeinsam mit Gustav Park initiierte Karin Stenberg das Projekt einer Samischen Volkshochschule, das im Jahre 1942 in Sorsele begann. Sie war auch eine der Initiatorinnen der samischen Landesorganisation Same Ätnam, die 1945 in Jokkmokk gegründet wurde.

## Auszeichnungen
Karin Stenberg erhielt im Laufe ihres Lebens mehrere Auszeichnungen, darunter die Royal Patriotic Society Medal, die Olof-Högberg-Plakette und die Silbermedaille von Svenska Slöjdföreningen. 1956 erhielt sie das Kommandeurkreuz I. Klasse des Königlichen schwedischen Wasa-Ordens.

## Veröffentlichungen
- Valdemar Lindholm, Karin Stenberg: Dat läh mijen situd! Det är vår vilja : en vädjan till den svenska nationen från samefolket. Svenska förlaget, Stockholm 1920, OCLC 185973839 (nordsamisch, schwedisch).